# Prodidomus rodolphianus
Prodidomus rodolphianus là một loài nhện trong họ Gnaphosidae.
Loài này thuộc chi Prodidomus. Prodidomus rodolphianus được R. de Dalmas miêu tả năm 1919.